# Georg Schaps
Georg Schaps (* 11. Mai 1867 in Breslau; † 6. September 1918 auf dem Watzmann) war ein deutscher Reichsgerichtsrat.

## Leben
Von 1884 bis 1887 absolvierte er ein Studium der Rechtswissenschaften in Breslau, Leipzig und Berlin. Die Promotion erfolgte bei Levin Goldschmidt 1887 auf dessen Anregung hin. Von 1888 bis 1891 war Schaps Referendar in Hamburg und Breslau. 1894 wurde er zum Amtsrichter in Hamburg ernannt. 1897 wurde er Landrichter in Hamburg. 1901 wurde er wieder Amtsrichter und 1906 wiederum Landrichter. 1910 wurde er Oberlandesgerichtsrat in Hamburg. 1918 wurde Schaps Landgerichtsdirektor in Hamburg.
Georg Schaps war ein international bekannter Seerechtler, der als zweiter Jude im Kaiserreich neben Jacob Friedrich Behrend am 1. März 1918 an das Reichsgericht in Leipzig berufen wurde. Sein Werk „Das deutsche Seerecht“ war der Ergänzungsband zum Kommentar zum Handelsgesetzbuch von Hermann Staub.
Schaps starb 1918 bei der Besteigung des Watzmanns an Herzschlag.

## Familie
Dessen Witwe Jenny Schaps (1867–1950) war mit der Familie Viktor Klemperers eng befreundet. Die Tochter, Toni Schaps (1900–1982 oder 1984), war mit Hans Gerstle (1884–1942) verheiratet, dem Eigentümer der Radebeuler Kaffeesurrogatfabrik Otto E. Weber. Die jüngere Tochter, Elise „Lisel“ Schaps (1894–1960) heiratete 1921 den Königsberger Rechtsanwalt und Dozenten für Internationales Seerecht an der Handelshochschule Königsberg Julius Sebba (1882–1959), der nach dem Tod Schaps' dessen Werk Das deutsche Seerecht mitübernommen hat.

## Schriften (Auswahl)
- Zur Geschichte des Wechselindossaments, Stuttgart 1892 (Neudruck Leipzig 1975).
- Das deutsche Seerecht, Kommentar zum vierten Buche des Handelsgesetzbuchs, Berlin 1906
- Vergeltungsgesetz und Vergeltungsmaßnahmen, in: Deutsche Juristen-Zeitung, Jahrgang 21 (1916), Sp. 923ff.
- Georg Schaps:  Das deutsche Seerecht. Nach dem Tode des Verf. fertiggestellt und hrsg. von Max Mittelstein und Julius Sebba. 1. Handelsgesetzbuch : viertes Buch. Leipzig: de Gruyter, 1921
- Georg Schaps: Das deutsche Seerecht. 2. (Nebengesetze). Nach dem Tode des Verf. fertiggestellt und hrsg. von Max Mittelstein und Julius Sebba. Leipzig: de Gruyter, 1929